# Palau de Benicarló
El palau de Benicarló (o dels Borja) és la seu oficial de les Corts Valencianes, al nucli antic de la ciutat de València. Es tracta d'un edifici del gòtic civil, construït a finals del segle xv per a la residència de la família Borja, ducs de Gandia. Es va construir sobre un edifici anterior, on estigué l'Escola d'Art i Gramàtica de València des del 1408.

## Història
El palau ha estat sempre vinculat amb la casa ducal de Gandia des de molt antic; el 1321, l'infant Pere d'Aragó, pare del primer duc, rebia en herència diversos béns de l'almirall Bernat de Sarrià, entre els quals hi havia «la seua casa a la ciutat de València, a la parròquia de Sant Llorenç». Aquesta casa podia haver tingut com a veïna la propietat de Pere de Vilaragut, que va ser adquirida (amb el seu pati i horts) pel Consell Municipal el 1411, per instal·lar-hi les escoles de la ciutat. Aquesta propietat (una agrupació de petits habitatges entorn d'un pati) davant de l'església de Sant Llorenç ocupava part del solar del que seria l'actual palau.
Des de la seua creació, el 1399, el ducat de Gandia pertanyia a la casa reial, fins que, el 1484, Ferran el Catòlic el va vendre a Pere Lluís Borja. Aquesta venda incloïa el castell de Bairén, la ciutat de Gandia i, és clar, la residència dels ducs a València, a la parròquia de Sant Llorenç. Pere Lluís de Borja, senyor de Llombai i fill natural d'Alexandre VI, va afegir, el 1484 i 1485, a aquesta propietat altres cases per aconseguir un solar més gran, destinat a la construcció d'un gran palau. Però la seua mort a Itàlia, el 1488, més la del seu hereu i germà Joan Borja, el 1497, feu que el projecte de la construcció del palau recaiguera sobre Joan Borja i Enríquez (1493-1543), tercer duc Borja de Gandia. L'inici del projecte es pot datar el 29 de novembre de 1484, quan es va acordar les primeres obres en les cases que ocupaven el terreny del que havia de ser el palau. Joan Agras va ser el primer mestre d'obres del projecte, i està documentat que hi va treballar entre 1484 i 1489.
L'any 1494, encara estava per acabar, segons el viatger alemany Jeroni Münzer que, al seu pas per València, escrigué: «València té moltes altres magnífiques cases, com la del fill del pontífex actual, Alexandre VI, no acabada encara».
El palau no va quedar conclòs fins al 1520, quan se'n celebrà la inauguració amb un gran banquet, amb un cost superior als 40.000 (segons Gaspar Escolano).
A finals del segle xvi, el ducat de Gandia es va vincular al comtat d'Oliva; al segle xviii, extinta la línia masculina, el ducat va passar a la casa dels comtes-ducs de Benavente en la persona de Francesc Pimentel i Borja (XIII duc de Gandia). El 1771, amb el matrimoni de la duquessa hereva, va passar a la casa d'Osuna. Els seus propietaris van anar abandonant el palau, tenien major interés en altres propietats nobiliàries i quasi mai estaven a la ciutat. És en aquesta època (1768-1774) quan el palau s'utilitza per a la representació d'òperes de companyies italianes itinerants (com la del bolonyés Luigi Marescalchi) i també per a balls de gala. Per a aquestes funcions, es construí un teatre amb llotges i pati a la Sala Gran, obra de l'arquitecte i pintor Filippo Fontana, autor també del Teatre Principal.
La Corona, davant del desinterés dels propietaris, intentà comprar-lo el 1799 per establir-hi la seu de Capitania General, però al final s'instal·laria al Palau del Real.
Quasi mig segle després, el 1846, Mariano Téllez de Girón, duc d'Osuna, ven el palau a l'industrial Francesc Pujals i Santaló, provinent d'una família catalana establerta a València cap al 1830, per 11.000 lliures valencianes. Davant la ruïna de l'edifici, l'Acadèmia de Sant Carles aprova el projecte del nou propietari (elaborat per l'arquitecte Salvador Monmeneu el 1846), de convertir-lo en fàbrica de filatures i torcedura de seda.
Aquesta remodelació del palau en fàbrica va tindre lloc en un moment difícil per a la indústria sedera valenciana; és per això que implicà una inversió elevada en les màquines més modernes de l'època. Per la seua envergadura, apareixerà a les guies de la ciutat de Vicent Boix (1862) i Constantí Llombart (1887). Francesc Pujals participaria en diverses societats de crèdit i seria un dels principals contribuents del sector financer de la ciutat durant anys.
Pujals construirà una capella per a la residència familiar, a la zona que recau als jardins, allí es col·locaran dues làpides commemoratives, una per a la seua filla morta jove (1838-1856), els seus pares i la seua dona. El 1859 mor i, en absència d'hereus masculins per a continuar el negoci, s'hi constituirà la firma Viuda de Pujals y Compañía, gestionada per Joan Fontanals i Nascio. Aquest havia nascut a l'Havana i s'encarregava dels negocis dels Pujals; el 1860, es casà amb Assumpció Pujals i Perellada. A aquesta última, amb la mort de germans i parents, li pertocarà l'herència, que incloïa el palau (1884).
És l'època de la crisi definitiva del sector valencià de la seda; per aquest motiu, es decideix desmantellar la fàbrica i refer el palau de la manera més luxosa possible. Aquesta remodelació va ser executada per Lluís Ferreres (1852-1926) o per Joaquim Maria Arnau Miramón. Aquesta reforma es realitzà a mitjans dels anys vuitanta, abans de la mort, el 1890, de Joan Fontanals.

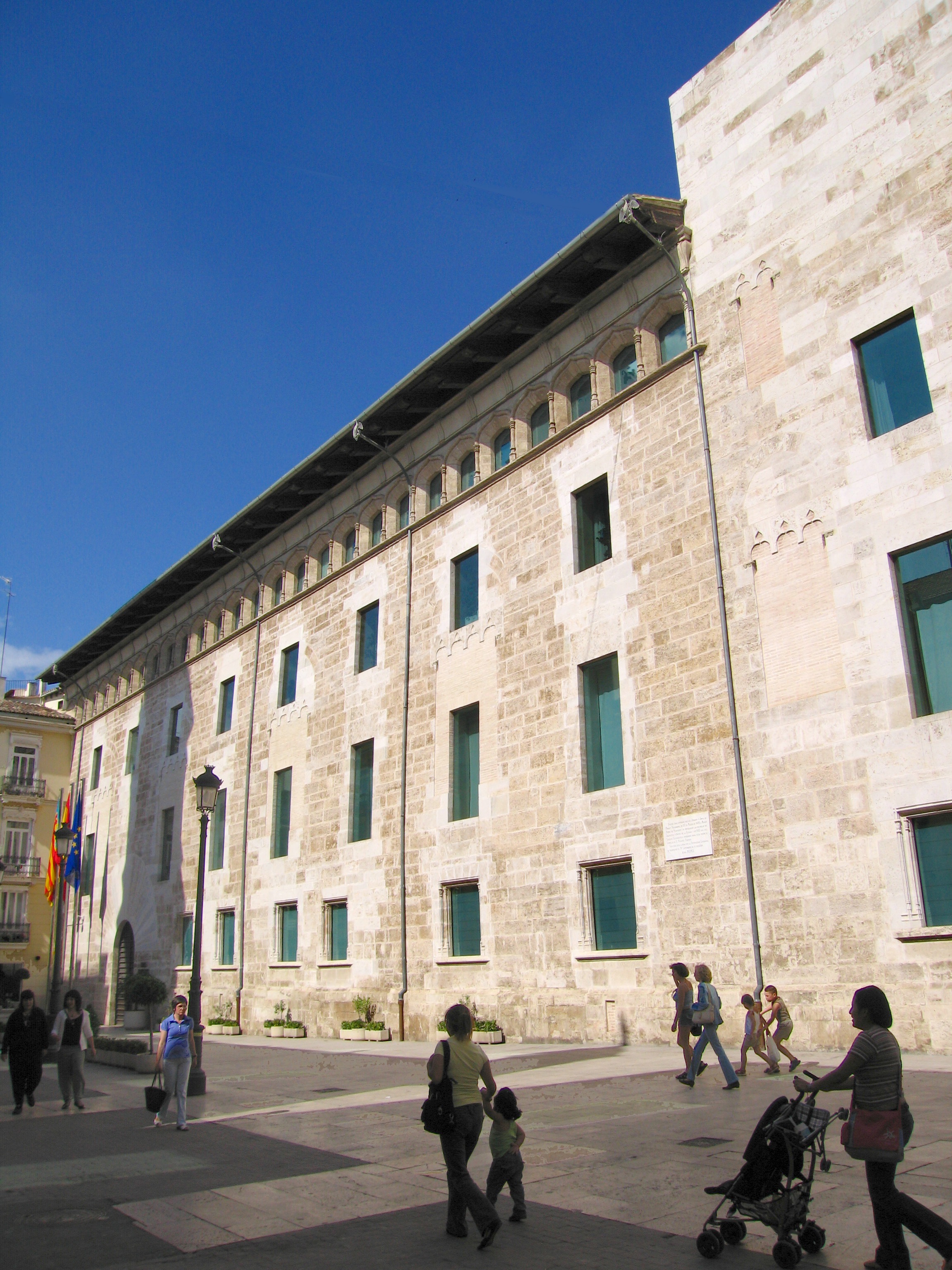
Palau de Benicarló, seu de les Corts

El desig d'un títol nobiliari per part de la família es farà realitat amb el casament de Maria Rosa Fontanals Pujals amb el comte italià Arnaldo Sizzo-Norris; no obstant això, no tindran descendència. L'altra filla, Emília, casada el 1898 amb l'enginyer Joan Pérez de Sanmillán i Miquel, serà qui impulsarà noves obres d'embelliment de l'edifici.
Pocs anys després, el 1905, els arriba l'ennobliment a aquesta parella amb Alfons XIII, en recompensa per la construcció del port de Benicarló; Joan Pérez de Sanmillán ara és marqués de Benicarló, nom que prendrà l'edifici. L'animada vida social del palau arriba al zenit amb les visites reials d'Alfons XIII; l'una el 1917 per la concessió del títol de gentilhome al marqués, i una altra el 1923 per la coronació de la Verge dels Desemparats.
La Guerra Civil afectà directament la casa; el marqués va morir tràgicament i, el 1937, allotjaria la seu del Govern de la República. Acabada la guerra, el palau va tornar a Guillem Pérez de Sanmillán i Fontanals, II marqués de Benicarló. Aquest hi efectuà algunes reparacions, i hi va hostatjar el dictador Franco durant les seues visites a València. L'any 1973, el palau va ser venut a l'estat, que tenia la intenció d'instal·lar-hi la Jefatura Provincial del Movimiento Nacional. Es preparà el projecte de reforma (de Vicent Valls Abad i Joaquim García Sanz), però gairebé no s'hi va fer obres.
Amb la fi de la dictadura franquista, s'obri un període d'incertesa sobre el destí de l'edifici. El 1977, es pensa a instal·lar els serveis tècnics del Govern Civil. Però amb l'arribada del Consell del País Valencià, el govern preautonòmic l'utilitzà com a seu de la presidència, i més tard com a seu de diverses conselleries. Per fi, l'any 1983, es planteja al Ministeri de l'Interior la cessió de l'edifici per allotjar la futura seu de les Corts Valencianes. El mateix any s'inicien obres d'adaptació dirigides per Carlos Salvadores; el 1988, se'ls encarregà als arquitectes Manuel Portaceli i Carles Salvadores la remodelació general de l'edifici, amb la construcció de l'hemicicle i altres dependències. El 29 de setembre del 1990, s'inaugura la primera fase (l'hemicicle i espais annexos). Des del 1992 fins al 1994, s'efectuà la segona fase, que afectava la part principal del palau (la intervenció ha recuperat la seua factura gòtica, respectant elements del segle xix).
Finalment, el conjunt d'edificis (entre els quals s'inclou el palau de Benicarló) que formen la seu de les Corts Valencianes, és inaugurat el 17 de novembre del 1994.